# آرکادیوش بونک
آرکادیوش بونک (انگلیسی: Arkadiusz Bąk؛ زادهٔ ۶ اکتبر ۱۹۷۴) یک بازیکن فوتبال بازنشسته اهل لهستان است.
از باشگاه‌هایی که در آن بازی کرده‌است می‌توان به بیرمنگام سیتی و لخیا گدانسک اشاره کرد.
وی همچنین در تیم ملی فوتبال لهستان بازی کرده و در جام جهانی فوتبال ۲۰۰۲ نیز به میدان رفته است.